# معادله پائولی
معادله پائولی، که با نام معادله شرودینگر-پائولی نیز شناخته شده‌است، فرمول‌بندی معادله شرودینگر برای ذرات اسپین-۱⁄۲ است که برهمکنش اسپین ذرات با میدان الکترومغناطیسی را در نظر می‌گیرد. این معادله در حقیقت حد غیرنسبیتی معادله دیراک است و در سرعت‌هایی که اثرات نسبیتی قابل چشم‌پوشی هستند، کاربرد دارد. این معادله در سال ۱۹۲۷ توسط ولفگانگ پائولی به دست‌آمد.

## جزئیات
برای یک ذره با جرم m و بار الکتریکی q  در میدان الکترومغناطیسی توصیف‌شده با پتانسیل برداری
{\displaystyle \mathbf {A} =(A_{x},A_{y},A_{z})\ \ }
و پتانسیل اسکالر الکتریکی ϕ، این معادله می‌شود:
{\displaystyle \left[{\frac {1}{2m}}({\boldsymbol {\sigma }}\cdot (\mathbf {p} -q\mathbf {A} ))^{2}+q\phi \right]|\psi \rangle =i\hbar {\frac {\partial }{\partial t}}|\psi \rangle }
که در آن 
{\displaystyle {\boldsymbol {\sigma }}=(\sigma _{x},\sigma _{y},\sigma _{z})\ \ }
یک بردار سه‌مولفه‌ای از ماتریس‌های پاولی است، یعنی هر مؤلفه آن یک ماتریس پاولی است؛
{\displaystyle \mathbf {p} =-i\hbar \nabla =-i\hbar \left({\frac {\partial }{\partial x}},{\frac {\partial }{\partial y}},{\frac {\partial }{\partial z}}\right)\ \ }
بردار سه‌مولفه‌ای عملگر تکانه است و ∇ عملگر گرادیان است و 
{\displaystyle |\psi \rangle ={\begin{pmatrix}\psi _{0}\\\psi _{1}\end{pmatrix}}}
اسپینور دومولفه‌ای تابع موج است، یک بردار ستونی که با نمادگذاری دیراک نوشته شده‌است. به‌طور صریح‌تر می‌توان معادله پاولی را چنین نوشت:
{\displaystyle \left[{\frac {1}{2m}}\left(\sum _{n=1}^{3}\left(\sigma _{n}\left(-i\hbar {\frac {\partial }{\partial x_{n}}}-qA_{n}\right)\right)\right)^{2}+q\phi \right]{\begin{pmatrix}\psi _{0}\\\psi _{1}\end{pmatrix}}=i\hbar {\begin{pmatrix}{\frac {\displaystyle \partial \psi _{0}}{\displaystyle \partial t}}\\[6pt]{\frac {\displaystyle \partial \psi _{1}}{\displaystyle \partial t}}\end{pmatrix}}.}
که هامیلتونی در آن، به خاطر وجود ماتریس‌های  {\displaystyle \sigma } پاولی، یک عملگر ماتریسی ۲ × ۲ است .

## رابطه با معادله شرودینگر و معادله دیراک
معادله پائولی غیرنسبیتی است، اما وجود اسپین را پیش‌بینی می‌کند. بنابراین جایگاهی بین  معادله شرودینگر و معادله دیراک دارد:
- معادله شرودینگر غیرنسبیتی است و اسپین را هم پیش‌بینی نمی‌کند.
- معادله دیراک کاملاً نسبیتی است و اسپین را هم پیش‌بینی می‌کند.

توجه کنید که به خاطر خواص ماتریس‌های پاولی، اگر بردار {\displaystyle \mathbf {A} } صفر گردد، معادله به همان معادله شرودینگر برای ذره در پتانسیل اسکالر  ϕ تبدیل می‌شود.

## حالات خاص
در حضور میدان مغناطیسی خارجی معادله پاولی می‌شود:
{\displaystyle \underbrace {i\hbar {\frac {\partial }{\partial t}}|\varphi _{\pm }\rangle =\left({\frac {(\mathbf {p} -q\mathbf {A} )^{2}}{2m}}+q\phi \right){\hat {1}}\mathbf {|} \varphi _{\pm }\rangle } _{\mathrm {Schr{\ddot {o}}dinger~equation} }-\underbrace {{\frac {q\hbar }{2m}}{\boldsymbol {\sigma }}\cdot \mathbf {B} \mathbf {|} \varphi _{\pm }\rangle } _{\text{Stern Gerlach term}}}
که در آن 
{\displaystyle |\varphi _{\pm }\rangle ={\begin{pmatrix}|\varphi _{+}\rangle \\|\varphi _{-}\rangle \end{pmatrix}}},
مولفه‌های اسپینور پاولی هستند. B میدان مغناطیسی خارجی است و
{\displaystyle {\hat {1}}={\begin{pmatrix}1&0\\0&1\\\end{pmatrix}}}
ماتریس همانی است که به عنوان عملگر همانی عمل می‌کند.